# كوينشا

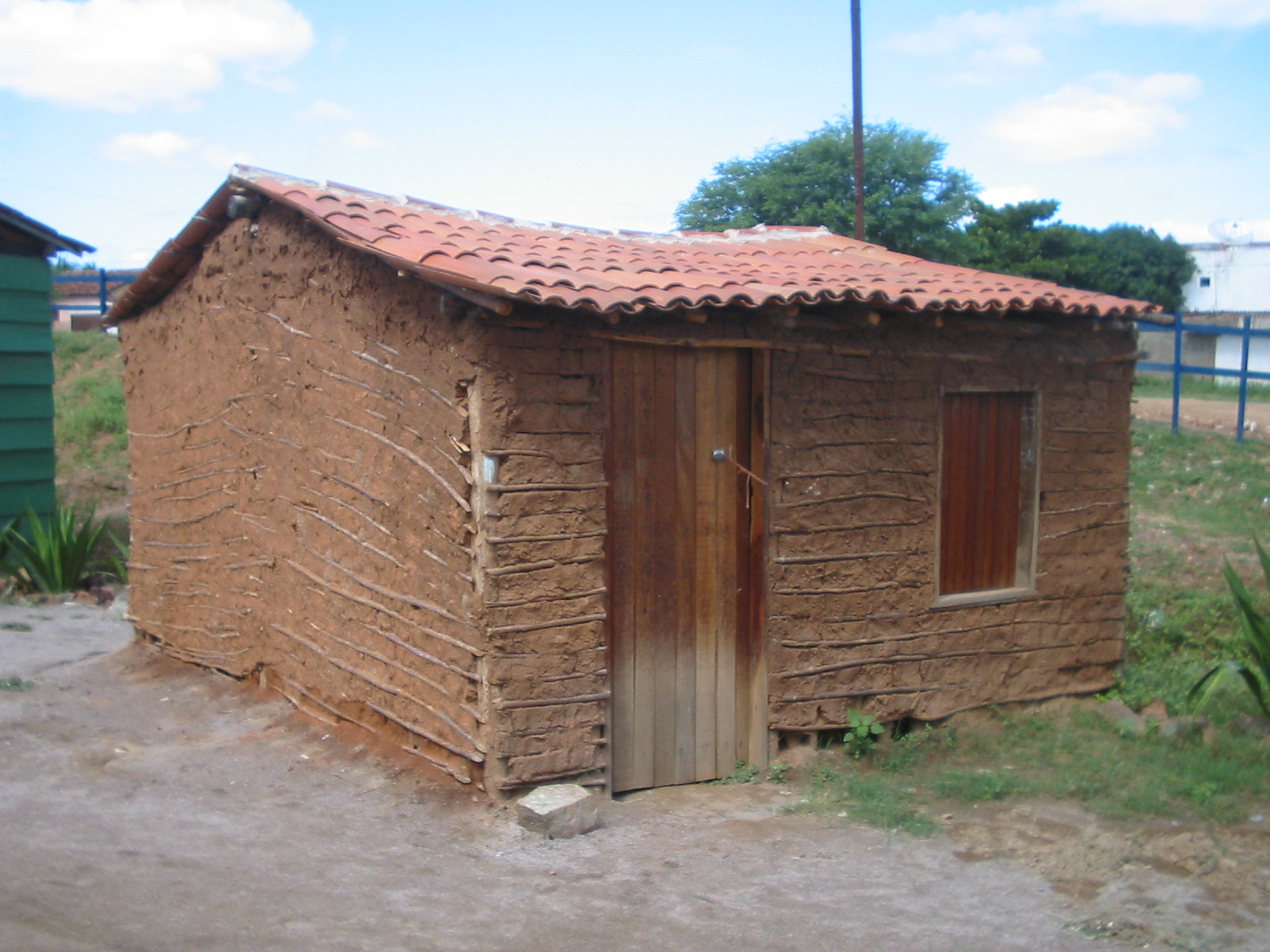

كُوِنشة أو (نقحرة: كوينشا) (بالإسبانية: Quincha)‏ هو نظام بناء تقليدي يُستخدم فيه بشكل أساسي، الخشب والقصب أو الغاب التي تُشكِّل إطاراً مقاوماً للزلازل ومُغطى بالطين والجبس.
كُوِنشَة هو مُصطلح إسباني معروف على نطاق واسع في أمريكا اللاتينية، وهو مأخوذ من مُصطلح qincha في لغة كتشوا، والذي يعني «السياج، الجدار، النسيج، الزريبة». تاريخياً، تم استخدام هذا النوع من البناء في المستعمرات الإسبانية والبرتغالية في جميع أنحاء الأمريكتين.
على الرغم من أن اللغتين الإسبانية والبرتغالية هما لغتان متصلتان بشكل وثيق، إلا أن المقادل البرتغالي لهذا المُصطلح مختلف تمامًا: Pau-a-pique.